# Herenstraat 10
Herenstraat 10 was een Nederlandse televisieserie die in 1983 werd opgenomen en eind 1983 en begin 1984 uitgezonden door de TROS.
Samenvatting: In Herenstraat 10 maken we kennis met de familie Van Laar wonend in 't Gooi op Herenstraat 10. Louis van Laar heeft deze villa geërfd van zijn vader, oprichter van familiebedrijf 'L.G. van Laar', Wijnkopers sinds 1890.
Donkere wolken dreigen zich uit het niets boven het gezin te stapelen als ineens Gerard van Laar ten tonele verschijnt als de rijke oom uit Amerika. Tot verbazing van zijn vriendin Leonie en tot woede van een onthutste Emmy wordt Gerard de compagnon van Louis, die geen andere mogelijkheid ziet om een faillissement van wijnhandel en privé-bezit te voorkomen.
Herenstraat 10 werd geschreven door Hans Keuls, geregisseerd door John van de Rest en geproduceerd door Joop van den Ende TV-Producties BV. Grote namen als Derek de Lint, Willeke van Ammelrooy en Rudi Falkenhagen spelen mee.
In 2005 werd de serie uitgebracht op dvd.
De serie werd opgenomen aan de Eemnesserweg 38 te Blaricum, de locatie van de buitenplaats Jagtlust. De serie had zowel video als film opnames.

## Cast
Hoofdrollen
- Luc Lutz - Louis van Laar
- Ellen Vogel - Emmy van Laar
- Derek de Lint - Karel van Laar
- Frederik de Groot - Peter van Laar
- Cristel Braak - Loes van Laar
- Bram van der Vlugt - Gerard van Laar
- Willeke van Ammelrooy - Leonie
- Guikje Roethof - Eva van de Berg
- Hetty Verhoogt - Paula
- Luuk Pleysier - Mick
- Rudi Falkenhagen - Jack
- Guus Hermus - hoofdinspecteur Barry T. Venema

Bijrollen
- Onno Molenkamp - Joseph
- Jan Teulings - Klaas
- Ab Abspoel - Koos Mulder
- René van Asten - Versluis
- Dick Rienstra - Alex
- Brûni Heinke - Sylvia de Vries
- Trees van der Donck - Mevrouw van de Berg
- Hans Boskamp - Rudy Meijer
- Paul Brandenburg - De Knoest
- Con Meijer - Toon
- Joop Wittermans - Sjaak
- Frank Groothof - Zwarte Arie

Gastrollen
- Gregor Frenkel Frank - hoteldirecteur Paul
- Anouk Brandts - vriendin van Loes
- Pedro de Colantes - Don Antonio
- Bert Dijkstra - dokter
- Johanneke van Kooten - verpleegster
- Ella van Drumpt - koerierster
- Nelleke Zitman - koerierster